# Anjing kintamani-bali
Anjing kintamani-bali (Kintamani-bali-hund) är en hundras från Indonesien. Den är Indonesiens nationalhund och är populär i hela landet. Rasen har sitt ursprung i distriktet Kecamatan Kintamani på Bali där den varit traditionell gårdshund. Den nationella rasklubben bildades 1985.